# Anime Allstars
Die Anime Allstars sind eine seit 1999 existierende Gruppe um den Musikproduzenten Andy Knote, die für den Sender RTL Zwei Soundtrack-CDs, Titellieder und Songs für diverse Anime-Serien ins Deutsche umsetze.

## Geschichte
Die Gruppe wurde 1999 von Andy Knote gegründet. Sie besteht aus einem festen Ensemble, zu dem unter anderem Noel Pix, Fred Röttcher, Frank Schindel, Ronnie van Lankeren, Tina Frank, Petra Scheeser, Connie K. und Ruth Kirchner als Sänger beteiligt sind. Diese sind auf den meisten Soundtracks zu hören. Gelegentlich wird das Ensemble um Gastsänger ergänzt. Die Geschichte begann mit den Soundtracks zu Serien wie Digimon, Dragon Ball Z, Yu-Gi-Oh! und One Piece. Daneben erschienen zwischen 2002 und 2007 eine Reihe von Kompilationen. Ein Nebenprojekt hieß Toggo United, bei dem sie für das Programm Toggo für Super RTL Songs schrieben.
2024 kehrte die Gruppe zurück und gab vereinzelte Konzerte auf Anime-Conventions wie der DoKomi. Im Rahmen eines RTL-II-Revivals veröffentlichte Sony Music Entertainment mehrere Anime-Playlists. Außerdem veröffentlichte Sony 2025 ein weiteres Kompilationsalbum, das Platz 6 der deutschen Charts erreichte.

## Diskografie

### Soundtracks
- 2000: Digimon – Digital Monsters (BMG/Ariola)
- 2001: Digimon – Digital Monsters Gold (BMG/Ariola)
- 2001: Dragonball Z – Der offizielle Soundtrack zur TV-Serie (BMG/Ariola)
- 2001: Digimon – Digital Monsters Vol. 2 (BMG/Ariola)
- 2001: Monster Rancher – TV Soundtrack (BMG/Ariola)
- 2002: Dragonball Z Vol. 2 – Der offizielle Soundtrack zur TV-Serie (BMG/Ariola)
- 2002: Hamtaro: Kleine Hamster, Große Abenteuer – Der offizielle Soundtrack zur RTL II TV-Serie (BMG/Ariola)
- 2003: Yu-Gi-Oh! – Die Besten Songs zur TV-Serie (BMG/Ariola)
- 2004: Beyblade V-Force – Der offizielle Soundtrack zur TV-Serie (BMG/Ariola)
- 2004: Digimon – Digital Monsters Season Four
- 2005: Pretty Cure – Der offizielle Soundtrack zur Serie (BMG/Ariola)
- 2006: Detektiv Conan – Der offizielle Soundtrack (BMG/Ariola)
- 2006: Toggo United – Fußball-Hymnen für die Weltmeister von Morgen (Sony BMG Music Entertainment/Toggo)
- 2024: ANIME HITS. Dragonball (Sony Msuic Catalog)
- 2025: Anime Hits (Sony Music)

### Kompilationen
- 2002: RTL II Anime Hits (BMG/Ariola)
- 2003: RTL II Anime Hits 2 (BMG/Ariola)
- 2004: RTL II Anime Hits 3 (BMG/Ariola)
- 2005: RTL II Anime Hits 4 (BMG/Ariola)
- 2006: RTL II Anime Hits 5 (BMG/Ariola)
- 2007: RTL II Anime Hits 6 (BMG/Ariola)